# 北極風情畫
《北極風情畫》是小說家卜乃夫的代表作。
1943年11月，卜乃夫應當時在西安銷路最大的《華北新聞》的總編輯趙蔭華之請，第一次用“無名氏”作筆名，寫了長篇小說《北極風情畫》。小說在《華北新聞》上連載，每天一節，約二千到三千字，且常附木刻版畫。這篇小說掀起了連作者都意想不到的波瀾，—時，《華北新聞》銷路大增。其至形成了一種“滿城爭說無名氏”的盛況，《北極風情畫》使“無名氏”聲名鵲起，一夜之間成為了大後方知名度極高的名作家。
這部小說全文有十五萬字，卜乃夫只用了十八天就把它寫完，平均每天幾乎要寫八千字。它起初只是礙於朋友的請求、為填補報紙的篇幅而寫的，連作者自己對此也無多大信心。他用“無名氏”的筆名，也許預感到這篇小說可能引起麻煩，所以要用筆名來緩解對自己造成的壓力。因為在抗戰時期，這種遠離抗戰時代主題的純愛情小說，勢必要受到來自官方和進步文化界的批評。前此對梁實秋的“與抗戰無關淪”的批判相對“戰國策” 派的批判，已讓人感受到這一點，然而，料想不到的是這篇小說卻在民間、在讀者中獲得了極大的成功，這就極大地增強了卜乃夫的創作自信。

## 故事梗概
故事發生在1932年的蘇聯西伯利亞小城托木斯克。主人公林是東北抗日名將蘇炳文部下的一名軍官，職務是上校參謀。這年冬季，抗日軍隊在中東路扎蘭屯和日本軍隊打了最後一次大仗，主力損失殆盡。他們沿著鐵路撤退，直退到滿洲里的中蘇邊界，在那裡與馬占山、李杜兩將軍的部隊會合。由他們只有消耗，沒有補充，後援不繼，孤軍奮戰，終於不得不在蘇聯允許的情況下，退到蘇聯境內的西伯利亞。當時日寇用盡各種外交手段，想將馬、李、蘇三位將軍索回。為遮人耳目，他們被蘇聯當局隱藏在了一個很偏僻的小城托木斯克。托木斯克建在無邊無際的西伯利亞大草原之上，是靠北冰洋最近的城市。它的最大的特點就在於它的酷寒：冬季平均溫度常常在零下四十度以下。
林是韓國人，飽嚐亡國之痛，他參加東北義勇軍是因為日本是中韓共同的敵人，他希望憑著中韓的共同努力，完成韓國的民族革命，而現在連中國的抗日革命都遭受到了這樣沉重的打擊，韓國的獨立革命還從何說起。身處異國他鄉，又是戰亂年代，失路之人，他的心境的悲苦是無以言表的。小說隨之展開了一段戰爭與愛情的故事。
林在一種輕浮遊戲的動機驅使下結识了少女奧蕾利亞。他明知奧蕾利亞認錯了人，故意往前跑，引誘奧蕾利亞上鉤，待到奧蕾利亞追到，又將計就計，摟住奧蕾利亞長吻。待到奧蕾利亞發現認錯了人，又油嘴滑舌地巧辯。
林采取的於連式的攻守戰略，使這場愛情角逐偏離了純真、純情的常軌。當這場愛情之火燃亮之後，林和奧蕾利亞已不再能主宰自己的命運，而只能聽從“愛”的召喚，將自己奉獻於愛的祭壇之上，成為愛的犧牲者。小說最後的結局是奧蕾利亞殉情自殺，林雖生猶死，作者試圖由此點明愛的無可逃脫和愛的不由自主這一命運主題。 